# 빨간 풍선 (1956년 영화)
《빨간 풍선》(The Red Balloon, Le Ballon Rouge)은 프랑스에서 제작된 알베르 라모리스 감독의 1956년 가족, 판타지 영화이다. 파스칼 라모리즈 등이 주연으로 출연하였다.
이 영화는 수많은 상을 받았으며, 여기에는 1956년 아카데미 각본상, 1956년 칸 영화제의 단편 영화 황금 종려상이 포함된다. 어린이와 교육인들에게도 유명해졌다.

## Plot
이 영화는 어느 날 아침 학교에 가는 길에 헬륨으로 가득 찬 커다란 빨간 풍선을 발견한 어린 소년 파스칼(파스칼 라모리스)의 이야기를 따릅니다. 그것을 가지고 놀면서 그는 그것이 그 자체의 생각과 의지를 가지고 있다는 것을 깨닫습니다. 그것은 그가 가는 곳마다 그를 따라다니기 시작하고, 결코 그에게서 멀리 벗어나지 않으며, 때때로 그의 어머니가 안으로 들어가도록 허락하지 않기 때문에 그의 아파트 창 밖에 떠다닌다.
풍선은 파스칼을 따라 파리 거리를 누비고, 거리를 돌아다니면서 다른 아이들의 많은 관심과 부러움을 받습니다. 어느 순간 풍선이 교실로 들어가 반 친구들로부터 소란을 일으켰습니다. 그 사실이 교장에게 알려졌고 교장은 파스칼을 사무실 안에 가두었습니다. 나중에 풀려난 파스칼과 풍선은 자신처럼 마음과 의지를 갖고 있는 것처럼 보이는 파란색 풍선을 가진 어린 소녀(사빈 라모리스)를 만난다.
어느 일요일, 파스칼과 그의 어머니가 교회에 가는 동안 풍선은 집에 있으라는 말을 들었습니다. 그러나 그것은 열린 창문을 통해 그들을 따라 교회 안으로 들어가고, 그들은 꾸지람을 하는 목수에게 끌려 나간다.
파스칼과 풍선이 동네를 돌아다니는 동안, 풍선을 부러워하는 큰 소년들이 빵집에 있는 동안 풍선을 훔치지만, 그는 가까스로 그것을 되찾는다. 좁은 골목을 쫓아다니던 소년들은 마침내 그들을 따라잡는다. 그들은 파스칼이 새총과 돌로 풍선을 아래로 내릴 때 그들 중 한 명이 그것을 밟아 파괴하기 전에 파스칼을 막습니다.
영화는 파리의 다른 모든 풍선이 파스칼의 도움을 받아 도시 위로 클러스터 풍선을 타고 그를 데려가면서 끝납니다.

### 주연
- 파스칼 라모리즈
- 사빈느 라모리즈

### 조연
- Georges Sellier